# Bumblebee (film)
Pour les articles homonymes, voir Bumblebee.
Série Transformers
Transformers: The Last Knight
(2017) Transformers: Rise of the Beasts
(2023)
Pour plus de détails, voir Fiche technique et Distribution.
Bumblebee (stylisé BumbleBee) est un film de science-fiction américano-chinois réalisé par Travis Knight, sorti en 2018.
Au départ, le film devait être une série dérivée préquelle de la saga Transformers. Finalement, il est annoncé sous la forme d'un soft-reboot. Centré sur le personnage éponyme d'Hasbro, Bumblebee est le premier film de la saga à ne pas être réalisé par Michael Bay.
Avec Steven Caple Jr. à la réalisation, la suite de Bumblebee, Transformers: Rise of the Beasts, est sortie en 2023.
Alors que la guerre a atteint un point critique sur la planète Cybertron, l'Autobot B-127 est envoyé sur Terre par son chef Optimus Prime afin de préparer un refuge et de protéger les humains d'une éventuelle attaque de leurs ennemis, les Decepticons. Fortement endommagé et son synthétiseur vocal détruit au cours d'un combat contre Blitzwing, B-127 échappe à un groupe d'assaut militaire et échoue sur une plage, où il se transforme en Volkswagen Coccinelle jaune, avant de se désactiver. En 1987, dans une ville balnéaire californienne, à la veille de son 18e anniversaire, Charlie Watson trouve B-127 dans la casse de son oncle Hank. En tentant une réparation dans son garage, elle découvre qu'il ne s'agit pas d'une simple voiture et décide de surnommer le robot « BumbleBee ». L'Autobot est repéré par Dropkick et Shatter, deux Decepticons lancés à sa recherche, lorsque Charlie allume sa radio. Accueillis par les hommes du Secteur 7, les Decepticons dépeignent l'Autobot comme un criminel et demandent la permission d'utiliser le réseau de satellites pour le retrouver. Charlie et son voisin Guillermo « Memo » Gutierrez se retrouvent impliqués malgré eux dans la dangereuse chasse qui s'ensuit.

## Synopsis
La guerre fait rage sur Cybertron, et les choses semblent mauvaises pour les Autobots. Les Decepticons ont percé les lignes de front, le contact a été perdu avec la capitale, et Ratchet, Brawn, Arcee, Cliffjumper, Wheeljack, Ironhide et d’autres Autobots ont du mal à maintenir leur position. Prime cherche B-127, qui n'apparaît qu'un instant après. L'arrivée de Soundwave, Starscream et Shockwave sur le champ de bataille, ainsi que l'augmentation des forces de Decepticon, incitent Prime à ordonner aux Autobots de se replier sur une rampe de lancement. Il demande aux Autobots de monter à bord d’une navette d'évasion pour fuir la planète. Il donne également à B-127 une mission secrète : aller sur Terre, une planète bien cachée que Prime a identifiée, et établir une base pour que les Autobots se regroupent et ripostent. Alors que Shockwave commencent à attaquer directement la rampe de lancement, Prime saute dans la horde de Decepticons faire gagné du temps à B-127 pour qu’il puisse s'échapper.
Sur terre en 1987, une équipe d'agents du secteur sept du colonel Jack Burns sort victorieuse d'un exercice d’embuscade. Cependant, un vaisseau inconnu apparaît au-dessus de leurs tête et atterrit au milieu d'eux, blessant de nombreux agents. Burns, croyant que son équipe est sous assaut de projectiles après avoir confirmé qu'aucune autre pratique militaire utilisant des munitions vivantes n'a lieu à proximité, appelle immédiatement à un renfort... sur lequel il se trouve face à face avec B-127 qui s'élève du cratère. Il ordonne immédiatement à ses forces de poursuivre, et l'Autobot s'enfuit après avoir scanné et s'être transformé en une jeep militaire à proximité.
Même si l'armée tente de le capturer avec des harpons et des mitrailleuses, B-127 les éhape et émerge dans une clairière menant à un puits de mines vide. Burns donne l'ordre de l'empêcher de s'échapper dans la mine, que l'un de ses soldats exécute en blindant B-127 avec sa jeep. Cependant, B-127 commence à parler aux humains en assurant qu’il a des intentions pacifiques et qu'il ne veut blesser personne. Burns ordonne aux soldats de baisser leurs armes mais un jet apparaisse au-dessus de la tête. Le jet se révèle être le Decepticon Blitzwing, qui bombarde le dégagement avec des missiles et se lance pour attaquer l'Autobot jaune !
B-127 déploie un vaillant effort contre Blitzwing et parvient même à endommager les systèmes de vol de son adversaire, mais est bientôt soumis et suspendu au-dessus d'une falaise. Blitzwing interroge l’Autobots sur l'endroit où se trouve Optimus Prime et les siens ; Il refuse vaillamment en affirment qu'il "ne parlera jamais", un geste qui incite Blitzwing à lui arracher sa boîte vocal. Gravement blessé, il est jeté de la falaise et prêt pour l'exécution. Mais B-127 utilise un moment de réflexion rapide pour arracher un missile du bras du Decepticon et l'enfoncer dans sa poitrine. B-127 profite de la confusion momentanée du Decepticon pour ouvrir le feu sur le missile, pour faire exploser Blitzwing. Alors qu'il boite, Burns le regarde partir coincé sous sa jeep. L'Autobot rampe jusqu'à une rive avant de s'effondrer à cause de ses blessures, ses cellules de mémoire étant gravement endommagées. Ses systèmes scannent une Volkswagen Beetle à proximité avant qu'il ne s'efface enfin à l'inconscience...
À Brighton Falls, Charlie Watson, une jeune fille de 17 ans à un jour de l'âge de 18 ans, se réveille de son sommeil. Comme Charlie n'a pas fait son deuil sur la mort de son père, elle rejette son jeune frère ennuyeux Otis et l'engouement de sa mère Sally pour son nouveau petit ami Ron. Charlie se rend à son travail sur la promenade, où elle est complètement humiliée lors d'une rencontre avec Tina Lark et sa groupe. Elle se rend chez Hank's Marine Repair and Parts après les heures de bureau pour chercher des pièces de voiture, découvrant un Volkswagen rouillé sous un tarmac après avoir accidentellement renversé quelques bateaux à moteur. Elle trouve la clé dans l'allumage et tente de la démarrer, mais est surprise lorsque la voiture émet un signal étrange.
Sur l'une des lunes de Saturne, les agents Decepticon Shatter et Dropkick interrogent Cliffjumper sur l'endroit où se trouve Optimus Prime. L'Autobot répète la même phrase sur son identité, ce qui met en colère ses interrogateurs, jusqu'à ce que le signal de B-127, activé sur Terre par Charlie, atteigne les trois Transformateurs. Les deux Decepticons acceptent d'aller sur Terre et de traquer B-127 à la place, et Dropkick coupe verticalement Cliffjumper, tuant l'Autobot.
Dans un parc à roulottes du Texas, une météore s'écrase à quelques pieds d'un couple dysfonctionnel où Shatter et Dropkick emerge et se transforment devant eux et tue l'homme malchanceux avant que les Decepticons ne partent vers la côte ouest à la poursuite du signal du B-127. Ne faisant pas de progrès dans la réparation de la Corvette de son défunt père et se sentant laissée de côté par sa famille, Charlie se réveille au pire 18e anniversaire imaginable. Les cadeaux décevants de Sally et Ron (un casque de vélo rose et un livre sur le sourire plus, respectivement) ne font qu'aggraver le sentiment. Elle se retire dans sa chambre avant de reprendre les réparations de l'automobile et de demander à Hank la Coccinelle. Elle propose même de travailler au magasin pendant un an en échange de la voiture, mais Hank refuse puisqu'il n'embauche pas d'employés, et Charlie peut prendre la voiture gratuitement si elle peut la faire démarrer. Charlie se met au travail et conduit bientôt sa nouvelle voiture chez elle avec triomphe.
Charlie gare sa nouvelle coccinelle dans le garage, mais est surprise lorsqu'une pièce tombe de son train d'atterrissage. Elle est encore plus surprise lorsqu'une inspection du véhicule révèle ce qui semble être un visage sous la voiture... quelques instants avant que B-127 ne se transforme et ne se révèle à elle. Cependant, Charlie n'est que momentanément terrifié alors que sa peur se transforme en compassion en voyant que l'Autobot à aussi peur qu'elle. Elle parvient à apaiser le robot effrayé et à se connecter émotionnellement avec lui, en lui donnant le nom de "Bumblebee" après les bips et les bourdonnements qu'il fait.
L'agent Simmons transmet la nouvelle de l'atterrissage des Decepticons à Burns, qui prépare immédiatement une équipe à se rendre au Texas et à les intercepter.
Charlie se réveille le lendemain et va directement au garage, mais découvre à son horreur que Bumblebee a disparu sans laisser de trace. Un interrogatoire rapide d'Otis révèle que Sally s'est approprié la voiture de Charlie pour emmener leur chien Conan chez le vétérinaire, car Ron avait besoin d'utiliser le break familial. Charlie poursuit frénétiquement sa mère sur son cyclomoteur et parvient à l'arrêter, malgré le fait que Bumblebee a failli griller sa couverture en tendant un bras de son coffre et en lui faisant signe. Plus tard, elle emmène l'Autobot sur une plage isolée, où elle lui apprend qu'il devrait toujours prendre le mode véhicule sauf s'ils sont seuls.
L'équipe de Burns et le Dr. Powell intercepte les deux Decepticons au Texas et leur demande de braquer leurs armes. Dropkick veut éliminer les humains, mais Shatter a une meilleure idée : mentir aux humains en se faisant passer pour "agents de la paix Decepticon". Elle demande l'aide du secteur sept pour traquer le "dangereux criminel recherché" B-127. Bien que Burns ait des soupçons, Powell, enthousiaste à l'idée d'un premier contact avec une forme de vie extraterrestre, accepte avec impatience de parler à ses supérieurs de la question.
Bumblebee et Charlie se lient dans une forêt isolée, mais lorsque la poitrine de Bee commence à s'étincer à cause des dommages qu'il a subis lors de son combat avec le secteur sept, Charlie tente de le réparer, seulement pour activer un message holographique envoyé par Optimus Prime accidentellement. Alors que le message est brouillé et incomplet, l'entendre secoue un souvenir dans Bumblebee.
Charlie se rend compte que Bumblebee est en fuite de quelque chose de grave. Lorsqu'il tente d'utiliser sa radio cassée, elle décide qu'elle peut au moins réparer cela, et ils retournent dans son garage, où elle se met à extraire la radio de la Corvette. Bumblebee commence à lire une vidéo, qui s'avère être des images de sa dernière rencontre de plongée faite par son père peu de temps avant sa mort. Elle installe la radio dans Bumblebee, bien qu'il éjecte avec force les cassettes de musique qu'elle y insère. Pendant qu'elle regarde à travers ses cassettes, il commence à regarder à travers les Vinyles de son père, et elle le gronde. Cependant, après avoir remarqué un disque spécifique, son humeur change, et elle commence à le jouer, se rappelant comment elle et son père l'écoutaient en travaillant sur la Corvette. Elle raconte à Bee comment son père est mort d'une crise cardiaque, et elle a continué à travailler sur la voiture en sa mémoire.
Au secteur sept, le général Whalen mène une discussion sur l'opportunité de permettre aux Decepticons d'accéder à leur équipement. Burns pense qu'ils ne peuvent pas faire confiance aux Decepticons, mais Whalen promet de les éliminer une fois qu'ils auront traqué B-127. Shatter et Dropkick sont dûment introduits dans la gamme d'ordinateurs de Sector sept, bien qu'ils soient plus intéressés par le réseau téléphonique.
Alors que Bumblebee joue avec sa nouvelle radio, le voisin de Charlie, Memo, trébuche dans le garage, avec l'intention de demander à Charlie un rendez-vous, et est choqué à la vue du robot géant. Charlie jure de garder le secret, et le couple va faire un tour dans Bumblebee. Charlie emprunte la chemise de Memo pour qu'elle puisse se montrer en "conduisant" les yeux bandés, et ils traînent sur le toit ouvrant de Bumblebee.
Dr. Powell s'émerveille de la radio sur l'énorme réseau interconnecté mondial que les Decepticons construisent en utilisant les ordinateurs et le réseau téléphonique pour suivre les signatures energon. Burns a toujours ses doutes, mais Whalen croit qu'ils peuvent transformer la technologie sur les Decepticons.
Toujours au volant à Bumblebee, Charlie et Memo se rendent compte que la raison pour laquelle l'Autobot a joué avec sa radio est d'apprendre à parler. Ils arrivent sur une falaise au bord de la mer, où Tripp Summers met Charlie au défi de plonger sur la falaise. Lorsqu'elle n'est pas en mesure, malgré l'insistance de Bumblebee, elle est cruellement moquée par Tina. Bien que Charlie prétende ne pas être dérangé, Memo et Bumblebee lui propose de se venger. Cette nuit-là, ils se rendent chez Tina et tentent d'éduquer Bumblebee sur l'art de jeter du papier toilette et des œufs ; cela ne se passe pas bien, culminant avec Bumblebee sautant avec enthousiasme sur la voiture de Tina et le trio faisant une escapade rapide avant qu'elle n'émerge pour trouver les dégâts. Leur conduite frénétique est repérée par le shérif Lock, qui poursuit son croiseur. Bumblebee est facilement capable de surmanœuvrer le véhicule de Lock, ce qui finit par être totalisé en conséquence. Les trois fugitifs retournent chez Charlie, où ils disent bonne nuit.
Le lendemain matin, Charlie dit à Bumblebee qu'il doit rester dans le garage car les autorités le chercheront, et part pour son travail. Bumblebee finit plutôt par suivre Conan dans la maison, et sa curieuse exploration finit par démolir à peu près tout ce qui se trouve dans le salon et la cuisine. Enfin, il finit par se brancher sur une prise murale, provoquant une surtension infusée d'énergie qui descend les lignes électriques à proximité. L'équipement du secteur sept détecte la poussée, et les Decepticons se déploient, suivis de près par Burns et ses hommes. Memo remarque également l'agitation, alors il appelle Charlie, qui rentre chez lui où le couple examine la dévastation. Memo parvient à ramener Bumblebee dans le garage, mais Charlie se rend compte qu'elle est foutue. Pendant ce temps, les Decepticons ont atteint Brighton Falls.
Sally rentre chez elle avec Otis pour trouver la destruction. Une dispute s'ensuit entre elle et Charlie, qui finit par se précipiter. Charlie et Memo vont conduire pour se rafraîchir, mais ils se heurtent à un barrage routier mis en place par le secteur sept. Charlie essaie de garder Bumblebee calme, mais lorsque les soldats du secteur sept l'emparent, Bumblebee se transforme et la porte. Malheureusement, ils tombent immédiatement sur Shatter et Dropkick, qui tentent d'interroger Bumblebee, mais sont perplexes lorsque l'Autobot n'essaie pas de riposter. Burns et ses hommes arrivent et commencent à zapper Bee avec des armes électriques, et Charlie est assommé lorsqu'elle tente de l'aider.
Charlie se réveille dans son lit et sort de sa chambre pour trouver l'agent Burns disant à ses parents qu'elle avait volé du matériel gouvernemental précieux. Malgré ses protestations, sa mère l’ordonne de retour dans sa chambre mais elle s’échapper par sa fenêtre, et Otis l'attrape en train d'essayer d'attirer l'attention de Memo en jetant des pierres à sa fenêtre. Elle parvient à l'empêcher d'alerter sa mère. En se joignant à Memo chez lui, ils regardent un reportage sur l'installation du secteur sept à la base aérienne de McKinnon, et Charlie explique que c'est là qu'ils tiennent Bumblebee. Otis est chargé de garder le plan secret pendant que Charlie et Memo se rendent vers la base.
À la base aérienne, Powell regarde les deux Decepticons interroger Bumblebee. Charlie et Memo se faufilent dans la base à temps pour regarder les Decepticons déclencher par inadvertance l'enregistrement d'Optimus Prime, révélant que les Autobots arrivent sur Terre. Alors que les Decepticons discutent de l'opportunité présentée, Powell se rend compte de leur erreur en coopérant avec les robots géants maléfiques et tente de radiodiquer Burns avant que Dropkick ne le tue. Sally et Ron ramassent les débris de leur maison, et Otis ne parvient pas à les convaincre que Charlie est toujours dans sa chambre.
Shatter localise une tour de communication à proximité qu'ils peuvent utiliser pour appeler l'armée Decepticon. Une fois que Dropkick fait exploser Bumblebee, le couple part, et Charlie et Memo courent du côté de l'Autobot sans vie. Charlie croit qu'ils peuvent encore le faire revivre en utilisant les pistolets électriques, et bien qu'au début, il semble qu'elle n'ait pas réussi, Bumblebee se relève, et ses souvenirs commencent à se restaurer. L'agent Burns et ses hommes arrivent à l'extérieur et font sauter la porte extérieure avant d'avancer à l'intérieur. Charlie dit à Bumblebee de courir alors que les troupes tentent de l'emmener, elle et Memo, mais les soldats harponn Bee. Ce n'est que lorsque Burns jette Charlie par terre que Bumblebee trouve la force de se lever et de commencer à exploser, sans se démouvoir de tout ce que les humains lui jettent. Le secteur sept se retire, mais Charlie doit parler à Bumblebee. Charlie essaie de le persuader qu'ils doivent se cacher, mais Bumblebee est prêt à arrêter les Decepticons. Pendant que Charlie part à Bee, Memo essaie sans succès de ralentir les véhicules du secteur sept en poursuite.
Alors que Bumblebee et Charlie courent à travers Brighton Falls, poursuivis par le secteur sept, ils sont rejoints par Sally et Ron dans la voiture. Bien que Ron parvienne à obstruer le véhicule de Burns avec succès, il finit par tourner à l'approche d'un ensemble de feux de circulation, et il y a un presque empilement alors que plusieurs véhicules s'arrêtent à quelques centimètres de l'un l'autre. Shatter et Dropkick mélangent leur technologie dans la tour de communication du port en préparation pour envoyer leur message. Bumblebee arrive et demande à Charlie de se cacher dans une poubelle pour se protéger avant de commencer à tirer sur la tour, ce qui a incité Dropkick à descendre et à engager l'Autobot dans un combat féroce. Un missile errant jette Charlie de sa cachette, et, voyant Bumblebee occupé, elle se dirige vers la tour. En évitant de justesse le combat de Bumblebee et Dropkick, elle commence à monter une grue à proximité. Burns arrive également dans un hélicoptère, ordonnant au pilote d'ouvrir le feu sur la tour de communication. La bataille ci-dessous se déplace dans une cale sèche, Dropkick se transformant en mode hélicoptère pour tirer sur Bumblebee. Bumblebee lance une chaîne qui frappe les rotors du Decepticon, s'enroulant autour de Dropkick alors qu'il passe en mode robot et permettant à Bumblebee de le terminer. Charlie atteint le sommet de la grue et saute jusqu'à la tour. Au-dessus d'elle, Shatter abatt l'hélicoptère du secteur sept, l'envoyant plonger vers le sol. Bumblebee parvient à l'attraper avant qu'il ne puisse s'écraser, sauvant la vie de Burns. Charlie se déplace pour déconnecter la source d'alimentation Cybertronian, et lorsque Shatter se transforme en mode jet pour l'arrêter, Bumblebee abat le Decepticon. Au cours du combat qui a suivi sur le terrain, Charlie a réussi à déconnecter la source d'énergie de la tour.
Un Shatter enragé bat sur Bumblebee, qui tire sur le mur de la cale sèche. Shatter se moque de lui pour avoir disparu jusqu'à ce que le mur cède la cège, et Shatter se fait écraser entre un navire et le côté du quai. Alors que Bumblebee s'enfonce au fond du quai inondé, Charlie surmonte sa peur et plonge, trouvant Bumblebee au fond et l'aidant à revenir à la surface. En voyant enfin la vraie nature de Bumblebee, Burns averti le duo qu'ils doivent s'échapper avant l'arrivée du reste du secteur sept, et alors qu'ils partent, Memo arrive juste un peu trop tard pour sauver le monde.
Bumblebee et Charlie se retternent sur une colline surplombant le Golden Gate Bridge, où Charlie dit à l'Autobot qu'elle ne peut pas interférer avec son plus grand objectif, et qu'ils doivent se séparer. Après un adieu en larmes, Bumblebee scanne une Camaro de passage comme son nouveau mode alternatif et part pour retrouver Optimus Prime sur le pont, partant pour poursuivre sa mission. Charlie rentre chez lui et retrouve sa famille et Memo.
Cette nuit-là, dans une forêt voisine, Optimus félicite Bumblebee (qui annonce qu’il a adopté ce nom) pour assurer la sécurité de la Terre, alors que les deux regardent plus de réfugiés Autobot apparaître dans le ciel au-dessus de la Terre. Non loin de là, Charlie réussit à faire fonctionner la Corvette et à la prendre pour une première route.

## Fiche technique
Sauf indication contraire, les informations mentionnées dans cette section peuvent être confirmées par la base de données cinématographiques IMDb,  présente dans la section « Liens externes ».
- Titre original : Bumblebee
- Réalisation : Travis Knight
- Scénario : Christina Hodson
- Musique : Dario Marianelli
- Direction artistique : Gustaf Aspegren, Richard Bloom, Jordan Ferrer, A. Todd Holland, Sebastian Schroeder et Maya Shimoguchi
- Décors : Sean Haworth
- Costumes : Dayna Pink
- Photographie : Enrique Chediak
- Son : Mark Paterson, Anna Behlmer, Erik Aadahl
- Montage : Paul Rubell
- Production : Michael Bay, Tom DeSanto, Lorenzo di Bonaventura, Don Murphy et Mark Vahradian
  - Production déléguée : Steven Spielberg, Chris Brigham, Edward Cheng et Brian Goldner
  - Production associée : Ron Ames
  - Coproduction : Jonathan Hook
- Sociétés de production[1] :
  - États-Unis : Di Bonaventura Pictures, Tom DeSanto/Don Murphy Production, Paramount Pictures, Allspark Pictures, Bay Films,
    - Laika Entertainment (non crédité) et
    - en association avec Hasbro

  - Chine : en association avec Tencent Pictures
- Société de distribution : 
  - États-Unis, Canada, France : Paramount Pictures
  - Chine : Paramount Pictures International
- Budget : 135 millions de $[2]
- Pays de production :  États-Unis,  Chine
- Langue originale : anglais
- Format[3] : ** Image : couleur — D-Cinema — 1,85:1 (Panavision)
  - Son : Dolby Digital | DTS (DTS: X) | Dolby Atmos | Dolby Surround 7.1
  - Son IMAX : IMAX 6-Track | IMAX 12-Track | Sonics-DDP (IMAX version)
- Genres : Science-fiction et action
- Durée : 114 minutes
- Dates de sortie[4] :
  - États-Unis : 9 décembre 2018 (Première mondiale)[5],[6] ; 21 décembre 2018 (sortie nationale)
  - Québec[7] : 21 décembre 2018
  - Belgique, France, Suisse romande[8] : 26 décembre 2018
  - Chine : 4 janvier 2019
- Classification[9] :
  - États-Unis : accord parental recommandé, film déconseillé aux moins de 13 ans (PG-13 - Parents Strongly Cautioned)[Note 1]
  - France : tous publics[10] (Conseillé à partir de 8 ans)[11]
  - Québec : tous publics (G - General Rating)

## Distribution

### Humains
- Hailee Steinfeld (VF : Camille Timmerman ; VQ : Célia Gouin-Arsenault) : Charlie Watson
- John Cena (VF : David Krüger ; VQ : Frédérik Zacharek) : le colonel Jack Burns du secteur 7
- Jorge Lendeborg Jr. (VF : Gabriel Bismuth-Bienaimé ; VQ : Alexandre Bacon) : Guillermo « Memo » Gutierrez
- John Ortiz (VF : Jérôme Wiggins ; VQ : Manuel Tadros) : Dr Powell
- Jason Drucker (en) (VF : Andrea Santamaria ; VQ : Mathéo Savard-Piccinin) : Otis Watson, le petit frère de Charlie
- Pamela Adlon (VF : Marie Vincent ; VQ : Anne Bédard) : Sally Watson, la mère de Charlie
- Stephen Schneider (en) (VF : Jérôme Pauwels ; VQ : Pierre-Étienne Rouillard) : Ron, le beau-père de Charlie
- Glynn Turman (VF : Thierry Desroses ; VQ : Sylvain Hétu) : le général Whalen
- Len Cariou (VF : Yan Brian ; VQ : Yves Massicotte) : l'oncle Hank
- Gracie Dzienny : Tina
- Kollin Holtz (VF : Yoann Sover) : Craig
- Ricardo Hoyos : Tripp Summers
- Fred Dryer : le shérif Lock
- Lenny Jacobson (en) (VF : Fabrice Lelyon) : Roy
- Megyn Price (VF : Déborah Perret ; VQ : Catherine Hamann) : Amber
- Nick Pilla (VF : Hugo Brunswick) : l'agent Seymour Simmons (jeune)
- Edwin Hodge (VF : Daniel Njo Lobé) : Danny
- Tim Martin Gleason (en) : M. Watson, le père de Charlie

### Transformers
- Dylan O'Brien (VF : Julien Allouf ; VQ : Louis-Philippe Berthiaume) : B-127 / Bumblebee
- Angela Bassett (VF : Emy LTR ; VQ : Claudine Chatel)[12] : Shatter
- Justin Theroux (VF : Darko Bozovic ; VQ : Marc-André Bélanger)[12] : Dropkick
- Peter Cullen (VF : Jacques Frantz ; VQ : Guy Nadon) : Optimus Prime
- David Sobolov (en) (VF : Frédéric Souterelle) : Blitzwing
- Andrew Morgado (VF : Gilduin Tissier) : Cliffjumper
- Jon Bailey : Soundwave et Shockwave
- Grey Griffin : Arcee
- Steven Blum : Wheeljack
- Kirk Baily (en) : Brawn
- Dennis Singletary : Ratchet

 Source et légende : version française (VF) sur RS Doublage
 Source et légende : version québécoise (VQ) sur Doublage.qc.ca

## Production

### Développement
Après Transformers : L'Âge de l'extinction (Transformers: Age of Extinction, 2014), Michael Bay annonce qu'il ne veut plus réaliser de Transformers, mais confirme son retour, en janvier 2016, pour le cinquième film. Il parle d'un spin-off sur Bumblebee, dont le scénario sera confié à Christina Hodson. En mars 2017, Travis Knight signe pour réaliser le film.

### Tournage
Le tournage débute le 31 juillet 2017 à Los Angeles et à San Francisco en Californie. Le 23 août, Kathy Applebaum révèle qu'en mode véhicule, Bumblebee reprendra l'apparence d'une Volkswagen Coccinelle[réf. nécessaire], comme dans la série animée des années 1980.

## Musique
- Bigmouth Strikes Again par The Smiths.
- Things Can Only Get Better (en) par Howard Jones.
- Runaway par Bon Jovi.
- Save a Prayer par Duran Duran.
- Where Everybody Knows Your Name (en) par Gary Portnoy (en).
- U got it par Gilby Clarke.
- Higher Love par Steve Winwood.
- All My Ex's Live in Texas (en) par George Strait.
- Don't You (Forget About Me) par Simple Minds.
- Take on Me par a-ha.
- Girlfriend in a Coma par The Smiths.
- Never Gonna Give You Up par Rick Astley.
- Unchained Melody par Sam Cooke.
- Everybody Wants to Rule the World par Tears for Fears.
- Weird Science (en) par Oingo Boingo.
- I Can't Live Without My Radio (en) par LL Cool J.
- Walk Like a Man (en) par Frankie Valli and The Four Seasons.
- It Takes Two (en) par Rob Base and DJ E-Z Rock (en) de 1988
- Think (About It) (en) par Lyn Collins.
- The Touch (en) par Stan Bush.
- The Payback (en) par James Brown.
- I Can't Wait (en) par Nu Shooz.
- I Can't Drive 55 (en) par Sammy Hagar.
- Dance Hall Days (en) par Wang Chung.
- Let's Go (en) par The Cars.
- Back to Life (en) par Hailee Steinfeld.

## Accueil

### Accueil critique
Le film reçoit de bons retours, avec une note moyenne de 3.1 sur AlloCiné.
Pour une partie de la critique, le film est considéré comme une bonne surprise. Le Monde écrit par exemple : « Entre film d'action et "teen movie", ce "spin-off" de la saga est marqué par une douceur bienvenue ». Les Fiches du Cinéma est mesuré : « Bien qu’assez convenu et manichéen, un film rythmé, dopé aux 80’s et jamais déplaisant. À conseiller surtout aux grands enfants ».

### Box-office
| Pays ou région        | Box-office        | Date d'arrêt du box-office | Nombre de semaines |
| --------------------- | ----------------- | -------------------------- | ------------------ |
| États-Unis Canada     | 127 195 589 $     | 7 mars 2019                | 11                 |
| Chine                 | 170 846 880 $     | 24 février 2019            | 9                  |
| France                | 1 120 665 entrées | 24 mars 2019               | 13                 |
| Total hors États-Unis | 340 794 056 $     | 24 avril 2019              | 19                 |
| Total mondial         | 467 989 645 $     | 24 avril 2019              | 19                 |

## Distinctions
Entre 2018 et 2019, Bumblebee a été sélectionné 15 fois dans diverses catégories et a remporté 2 récompenses.

### Récompenses
- Festival du film chinois américain (Chinese American Film Festival (CAFF)) 2019 : Ange d'or du film américain le plus populaire en Chine
- ReFrame 2019 : ReFrame Stamp décerné à Paramount Pictures

### Nominations
- Prix de la musique hollywoodienne (Hollywood Music In Media Awards (HMMA)) 2018 : meilleure musique originale d'une bande-annonce pour Jochem Weierink
- Prix IGN du cinéma d'été (IGN Summer Movie Awards) 2018 : meilleur film de science-fiction / fantastique
- Golden Schmoes Awards 2018 : plus grande surprise de l'année
- Saturn Awards 2019 :
  - Meilleur film de science-fiction
  - Meilleure actrice dans un second rôle pour Hailee Steinfeld
- Golden Trailer Awards 2019 :
  - Meilleure bande-annonce d’un film d’aventure fantastique pour Paramount Pictures et Create Advertising Group
  - Meilleure bande-annonce d'un film famille / d'animation à domicile pour Paramount Pictures
  - Meilleur spot télévisé de film fantastique / aventure pour Paramount Pictures et Create Advertising Group
- Teen Choice Awards 2019 : 
  - Meilleur film d'action
  - Meilleur acteur dans un film d'action pour John Cena
  - Meilleure actrice dans un film d'action pour Hailee Steinfeld
- Razzie Awards 2019 : Redeemer Award (« prix de la rédemption ») pour la franchise Transformers
- Casting Society of America Awards 2019 : Prix Zeitgeist pour Denise Chamian, Nina Henninger, Robert McGee, Ruth Lambert, Beth Day et Sarah Kliban

## Autour du film

### Suites
En janvier 2019, Paramount Pictures annonce qu'ils sont bien en train de travailler sur une suite, tout en précisant qu'un film d'animation ainsi que d'autres films de la saga principale Transformers sont également en développement.
En mars 2019, le producteur Lorenzo di Bonaventura annonce officiellement Bumblebee 2 ainsi qu'un nouveau film Transformers en cours d'écriture.
En juin 2021, le film Transformers: Rise of the Beasts est finalement annoncé comme la suite de Bumblebee ; la sortie est prévue pour juin 2023.

### SagaTransformers
- 2007 : [[Transformers (film)|Transformers]]
- 2009 : Transformers 2 : La Revanche
- 2011 : Transformers 3 : La Face cachée de la Lune
- 2014 : Transformers : L'Âge de l'extinction
- 2017 : Transformers: The Last Knight
- 2018 : Bumblebee
- 2023 : Transformers: Rise of the Beasts